# استان ژنرال سانچز سرو
استان ژنرال سانچز سرو (به اسپانیایی: Provincia de General Sánchez Cerro) یک استان در پرو است که در منطقه موکگوا واقع شده‌است. استان ژنرال سانچز سرو ۵٬۶۸۱٫۷۱ کیلومتر مربع مساحت و ۲۵٬۸۰۹ نفر جمعیت دارد و ۲٬۱۶۶ متر بالاتر از سطح دریا واقع شده‌است. این استان در پی رئیس‌جمهور پیشین کشور به نام لوئیز میگوئل سانچز سرو این‌گونه نام‌گذاری شده‌است.